# طلا روسی
طلا روس یا همان طلا روسی واژه ای است که به رنگ رزگلد  rosegold گفته می شود. این نوع زیورآلات مرتبط می شود به ابتدای قرن نوزدهم ، در آن زمان مردم روسیه از مس با رنگ رزگلد استفاده می کردند از آن پس به این فلز طلا روسی یا همان طلا روس گفته می شود.
پایه ساخت آن از فلز مس است و با جواهرات طلا با آبکاری رادیوم ، نقرا و ... متفاوت می باشد ، رنگ رز گلد rosegold در این زیورآلات مرتبط به فلز مس است.
مس با نشان شیمیایی cu نام یک عنصر است. مس فلزی نرم و چگال و شکل‌پذیر به رنگ قرمز روشن و براق است از نظر شیمیایی، مس فلزی واسطه است که در گروه ۱۱ جدول تناوبی و در ردیف 4 جدول تناوبی بالای فلزات طلا ( ردیف 6 ) و نقره ( ردیف 5 ) قرار دارد.

## نحوه ساخت
برای ساخت زیورآلات طلا روسی از فلز مس استفاده می شود، همچنین برای جلا پذیری آن از آبکاری طلا و یا نقره استفاده می گردد. از ترکیب فلزات نقره و مس طلا روسی ساخته می شود هر چه رنگ زیورآلات متمایل به قرمزی باشد به این معنا است که فلز مس بیشتری در آن استفاده شده است ، در بعضی از مواقع از ترکیب طلا و مس نیز زیورآلات طلا روسی که جزو لوکس طلا روسی شناخته می شود را می سازند که به دلیل قیمت بالا آن نسبت به سایر بدلیجات با استقبال زیادی همراه نیست. همچنین با آبکاری مس بر روی جواهرات با پایه طلا به رنگ مسی یا رزگلد می رسند که به طلای رنگی شهرت دارند.

## ویژگی های و کاربرد مس

### ویژگی
مس فلزی با عدد اتمی 29 و وزن اتمی 63 است. سه فلز مس، نقرا و طلا همگی در گروه یازدهم جدول تناوبی جای دارند از این رو برخی رفتارهای مشترک را از خود نشان می‌دهند. همهٔ این عنصرها پس از یک لایه الکترونی d دارای یک الکترون در اوربیتال sاند. ویژگی مشترک همهٔ این عنصرها، چکش خواری و رسانایی الکتریکی بالا است. لایهٔ الکترونی d که پر از الکترون است چندان در واکنش‌های میان اتمی وارد نمی‌شود بلکه پیوند فلزی از طریق الکترون اوربیتال s صورت می‌گیرد.